# Diosma dichotoma
Diosma dichotoma là một loài thực vật có hoa trong họ Cửu lý hương. Loài này được P.J.Bergius mô tả khoa học đầu tiên năm 1767.